# Veikko Peräsalo
Veikko Peräsalo (ur. 1 lutego 1912 w Ilmajoki, zm. 25 sierpnia 1992 w Jyväskylä) – fiński lekkoatleta, skoczek wzwyż, medalista mistrzostw Europy z 1934.
11 czerwca 1933 w Ilmajoki wyrównał rekord Europy w skoku wzwyż, należący do Jerzego Pławczyka, wynikiem 1,96 m, a 1 lipca tego roku poprawił go, skacząc w Oslo 1,98 m.
Na mistrzostwach Europy w 1934 w Turynie zdobył brązowy medal w tej konkurencji. Pokonali go jedynie  jego kolega z reprezentacji Finlandii Kalevi Kotkas  i Birger Halvorsen z Norwegii. Peräsalo zajął 12. miejsce  (ex aequo z 9 innymi zawodnikami) w skoku wzwyż na igrzyskach olimpijskich w 1936 w Berlinie.
Jego rekord życiowy w skoku wzwyż wynosił 2,005 m. Został ustanowiony 27 maja 1934 w Seinäjoki.